# Пашков, Иван Дмитриевич (чиновник)
Ива́н Дми́триевич Пашко́в (ок. 1730 — 10 июня 1809) — правитель Харьковского наместничества, действительный статский советник. Прадед писателя В. К. Пашкова.

## Биография
Иван Пашков родился около 1730 года и происходил из однодворцев Курской губернии. Пробыв несколько времени в Сумской воеводской полковой канцелярии, в 1749 году вступил в военную службу капралом, прошел чины подпрапорщика и каптенармуса (1751), ротного квартермистра (1752), вахмистра (1753), подпоручика (1757), поручика (1760), штабс-капитана (1762) и капитана (1763); 25 апреля того же года пожалован во флигель-адъютанты, 1 декабря 1765 — в адъютанты майорского ранга, а 1 января 1770 года — в подполковники.
Находился в действующей армии во время войн: 1752—1762 — в Пруссии, в 1769 г. — в Польше, затем в турецких владениях, где участвовал во взятии Хотина и во многих других сражениях 1769—1770 гг.
Уволенный 31 января 1771 года от службы с чином полковника, Пашков уже в мае был назначен в Диван княжества Молдавского, где и прослужил по 23 декабря 1774 года, а 1 июля 1775 года был причислен к Герольдии, но уже 31 июля назначен в Харьковскую Межевую Контору.
С 7 апреля 1777 года воевода в Сумской провинции; в 1779 году (20 декабря) Пашков «за ревностное и усердное возложенной на него должности исправление» пожалован чином статского советника, а 1 мая 1780 года по личному представлению генерал-фельдмаршала графа П. А. Румянцева-Задунайского назначен директором экономии в новоучреждавшемся тогда Харьковском наместничестве.
14 марта 1783 году по указу Екатерины II определён поручиком правителя (вице-губернатором) Харьковского наместничества. 23 декабря 1784 года пожалован чином действительного статского советника и 18 февраля 1788 года назначен правителем того же Харьковского наместничества. От этой должности Пашков был уволен 28 февраля 1790 года, оставив по себе в губернии самые добрые воспоминания.
Иван Дмитриевич Пашков умер 4 июня 1809 года в своём имении Пашково близ Харькова.
Кавалер ордена Святого Владимира 3 степени.